# Jerzy Piątkowski (poeta)
Jerzy Piątkowski (ur. 8 kwietnia 1943 w Nowym Brzesku, zm. 4 czerwca 2018) – polski poeta.

## Życiorys
Studiował filologię polską na Uniwersytecie Jagiellońskim. Poeta krakowski, który zaliczany jest do pokolenia średniego oraz do współtwórców Nowej Fali. Z Julianem Kornhauserem, Adamem Zagajewskim, Stanisławem Stabrą, Witem Jaworskim tworzyli grupę poetycką „Teraz”. Opublikował czternaście książek poetyckich. Mieszkał w Niepołomicach koło Krakowa.
Zmarł 4 czerwca 2018. 11 czerwca 2018 został pochowany na cmentarzu Rakowickim w Krakowie.